# Розенбург, Пит
Пит Розенбург (нидерл. Piet Roozenburg; 24 октября 1924, Роттердам — 27 апреля 2003, Охтен, Гелдерланд) — нидерландский шашист. Четырёхкратный чемпион мира по международным шашкам в 1948—1954 годах, семикратный чемпион Нидерландов. Шашечный теоретик, автор «дебюта Розенбурга». Президент Всемирной федерации шашек (FMJD) с 1985 по 1990 год, почётный президент с 1992 года.

## Биография
С 11 лет Пит Розенбург вместе со старшим братом Вимом (в будущем также чемпионом Нидерландов по шашкам) начал занятия в шашечном клубе Роттердама. В июле 1943 года, в 19 лет, он завоевал свой первый титул чемпиона Нидерландов по шашкам. В 1946 году он разделил первое место с Кесом Келлером, уступив в дополнительном матче, зато в 1948 году одержал убедительную победу, закончив турнир на три очка впереди ближайшего преследователя. В декабре того же года он выиграл чемпионат мира, победив в 17 партиях из 20 и набрав на девять очков больше, чем серебряный призёр Келлер и на 11 очков больше, чем предыдущий чемпион мира Пьер Гестем, занявший третье место (при двух очках за победу и одном за ничью). По итогам сезона Розенбург был признан в Нидерландах «спортсменом года».
|    |                 | 1              |                 | 2              |                 | 3               |                 | 4               |                 | 5               |    |  |
|    |                 | 1              |                 | 2              |                 | 3 чёрная шашка  |                 | 4               |                 | 5 чёрная шашка  | 5  |  |
| 6  | 6               |                | 7               |                | 8 чёрная шашка  |                 | 9               |                 | 10 чёрная шашка |                 |    |  |
|    |                 | 11             |                 | 12             |                 | 13 чёрная шашка |                 | 14              |                 | 15              | 15 |  |
| 16 | 16 чёрная шашка |                | 17 чёрная шашка |                | 18 чёрная шашка |                 | 19 чёрная шашка |                 | 20              |                 |    |  |
|    |                 | 21             |                 | 22             |                 | 23              |                 | 24 чёрная шашка |                 | 25 чёрная шашка | 25 |  |
| 26 | 26              |                | 27              |                | 28              |                 | 29              |                 | 30 белая шашка  |                 |    |  |
|    |                 | 31 белая шашка |                 | 32 белая шашка |                 | 33 белая шашка  |                 | 34 белая шашка  |                 | 35 белая шашка  | 35 |  |
| 36 | 36 белая шашка  |                | 37              |                | 38 белая шашка  |                 | 39 белая шашка  |                 | 40              |                 |    |  |
|    |                 | 41             |                 | 42 белая шашка |                 | 43              |                 | 44              |                 | 45              | 45 |  |
| 46 | 46              |                | 47              |                | 48              |                 | 49 белая шашка  |                 | 50              |                 |    |  |
|    | 46              |                | 47              |                | 48              |                 | 49              |                 | 50              |                 |    |  |

|    |                 | 1  |                 | 2  |    | 3  |    | 4  |                 | 5               |    |  |
|    |                 | 1  |                 | 2  |    | 3  |    | 4  |                 | 5               | 5  |  |
| 6  | 6               |    | 7 белая дамка   |    | 8  |    | 9  |    | 10              |                 |    |  |
|    |                 | 11 |                 | 12 |    | 13 |    | 14 |                 | 15              | 15 |  |
| 16 | 16              |    | 17              |    | 18 |    | 19 |    | 20              |                 |    |  |
|    |                 | 21 |                 | 22 |    | 23 |    | 24 |                 | 25              | 25 |  |
| 26 | 26 чёрная шашка |    | 27 чёрная дамка |    | 28 |    | 29 |    | 30 чёрная шашка |                 |    |  |
|    |                 | 31 |                 | 32 |    | 33 |    | 34 |                 | 35 чёрная шашка | 35 |  |
| 36 | 36 белая шашка  |    | 37              |    | 38 |    | 39 |    | 40              |                 |    |  |
|    |                 | 41 |                 | 42 |    | 43 |    | 44 |                 | 45              | 45 |  |
| 46 | 46              |    | 47              |    | 48 |    | 49 |    | 50              |                 |    |  |
|    | 46              |    | 47              |    | 48 |    | 49 |    | 50              |                 |    |  |

За последующие шесть лет Розенбург ещё дважды выигрывал чемпионат Нидерландов и трижды становился чемпионом мира, но в 1956 году в чемпионате мира только разделил третье место с Яном Бомом, пропустив вперёд канадца Марселя Делорье и Келлера. После этого он на несколько лет отошёл от активного участия в шашечных турнирах и посвятил себя теории игры и работе над экономическими проблемами в техническом университете Твенте.
Возвращение Розенбурга в активные шашки состоялось в 1963 году. С этого года он начал серию из четырёх подряд побед в чемпионате Нидерландов. В 1965 году титул разделил с ним Герт ван Дейк, а на следующий год второе место занял юный Тон Сейбрандс, в 1967 году положивший конец гегемонии Розенбурга в нидерландских шашках.
Розенбург в эти и последующие годы также становился победителем и призёром крупных международных турниров с участием таких ведущих мастеров, как Баба Си, Андрис Андрейко и Исер Куперман, Сейбрандс и Харм Вирсма, но в чемпионатах мира больше не участвовал. В 1970-е годы он выступал за команду «Twentes Eerste» в клубных чемпионатах Нидерландов и в 1979 году привёл её к бронзовым медалям, в 55 лет показав лучший результат в команде — 14 очков в девяти партиях.
Пит Розенбург внёс большой вклад в развитие шашечной теории и разработал ряд дебютных новинок, одна из которых (1.33—29) получила его имя — «дебют Розенбурга» или «система Розенбурга». Последняя теоретическая статья Розенбурга вышла в книге его друга и соперника Яна Бома. Он много времени посвящал административной деятельности в Федерации шашек Нидерландов, а позже во Всемирной федерации шашек (ФМЖД). С 1985 по 1990 год Розенбург был председателем ФМЖД, а в 1992 году ему было присвоено звание почётного председателя этой организации. В его честь был также назван специальный приз, вручаемый на чемпионатах мира за самую красивую победу.
Пит Розенбург умер в 2003 году в Охтене (провинция Гелдерланд) в возрасте 78 лет.

## Семья

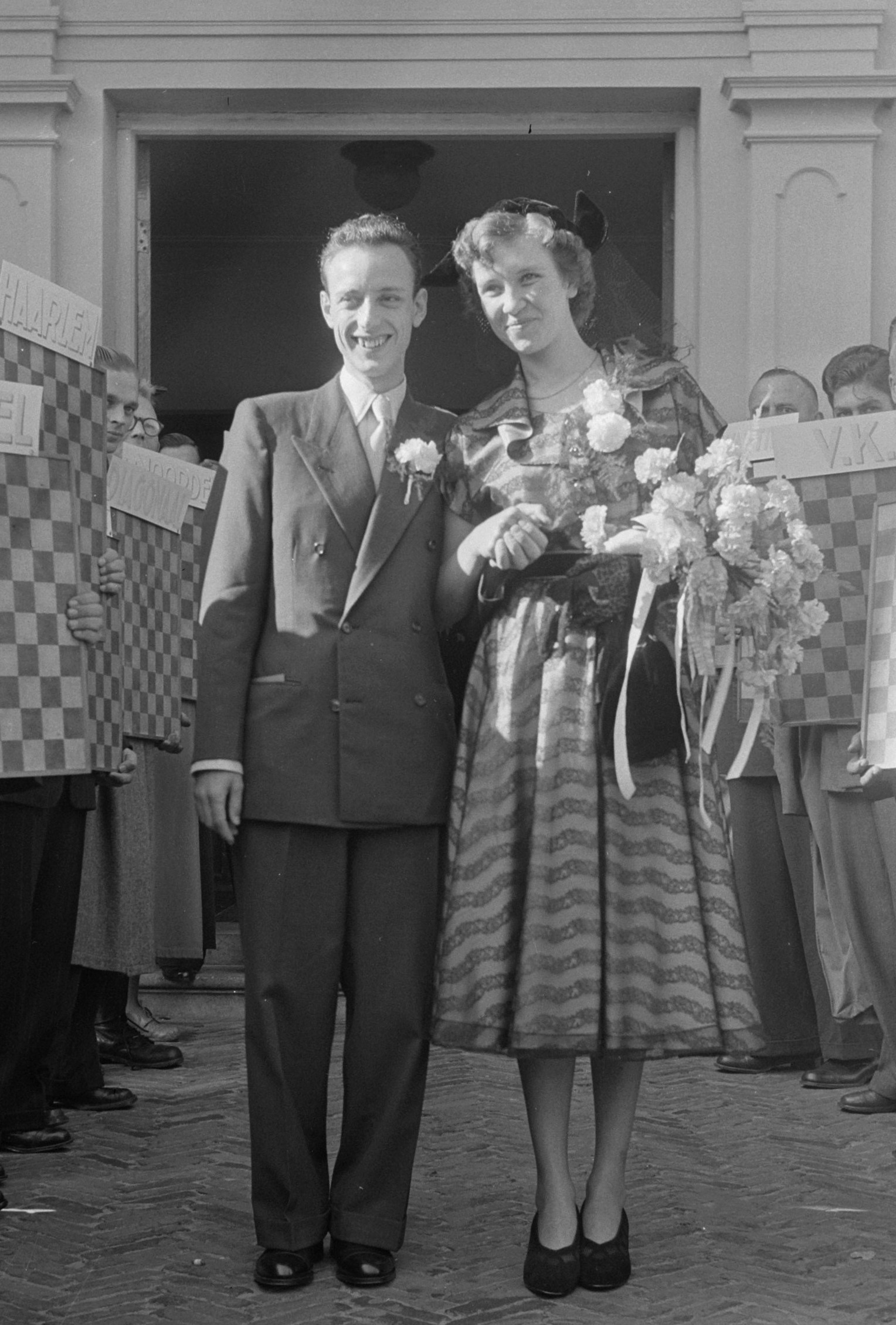
Свадьба Пита Розенбурга в 1951 году

Брат — Вим, тоже шашист, двукратный чемпион Нидерландов, национальный гроссмейстер.

## Результаты выступлений на чемпионатах мира
| Год  | Место проведения | Турнир/Матч            | Результат | Место |
| ---- | ---------------- | ---------------------- | --------- | ----- |
| 1948 | Нидерланды       | Турнир                 | 17+3=0-   | 1     |
| 1951 | Нидерланды       | Матч с Кесом Келлером  | 2+15=1-   | 1     |
| 1952 | Нидерланды       | Турнир                 | 12+5=1-   | 1     |
| 1954 | Нидерланды       | Матч с Вимом Гюйсманом | 4+8=1-    | 1     |
| 1956 | Нидерланды       | Турнир                 | 7+10=1-   | 3     |